# TT42
| i | mn · n | ms | s |

| i | mn · n | ms | s |

TT42 (Theban Tomb 42) è la sigla che identifica una delle Tombe dei Nobili ubicate nell’area della cosiddetta Necropoli Tebana, sulla sponda occidentale del Nilo dinanzi alla città di Luxor, in Egitto. Destinata a sepolture di nobili e funzionari connessi alle case regnanti, specie del Nuovo Regno, l'area venne sfruttata, come necropoli, fin dall'Antico Regno e, successivamente, sino al periodo Saitico (con la XXVI dinastia) e Tolemaico.

## Titolare
TT42 Era la tomba di:
| Titolare | Titolo                                                            | Necropoli           | Dinastia/Periodo                                | Note                                               |
| -------- | ----------------------------------------------------------------- | ------------------- | ----------------------------------------------- | -------------------------------------------------- |
| Amenmose | Capitano dell'esercito e Occhi del re nelle due terre del Retenu. | Sheikh Abd el-Qurna | XVIII dinastia (Thutmosi III - Amenhotep II-?-) | subito dopo la TT41 e in collegamento con la TT110 |

## Biografia
Amenmose, ufficiale dell'esercito egizio, sepolto accanto alla moglie Henuttawi, ricopriva anche l'incarico di "occhi del re nel Retenu", titolo interpretabile come ambasciatore, ma anche come responsabile del servizio di intelligence in quei possedimenti.

## La tomba
La tomba si sviluppa partendo da un'anticamera incompleta con tre pilastri; un quarto pilastro è incompleto e sfruttato come ritto di un varco che dà accesso alla vicina TT110. Uno dei dipinti parietali, molto malridotto, rappresenta la presa di una città siriana, ubicata nei pressi di una fitta foresta di pini. Due capi libanesi e siriani, nonché altri uomini, offrono fiori, pietre preziose, carri, armi e due tori; soldati e scribi egizi assistono all'episodio. La scena, che si ritiene ambientata nel Negau nell'odierno Libano, è da ritenersi alquanto rara, poiché sono poche le rappresentazioni parietali di tributi offerti in concomitanza di una campagna di guerra. Si ritiene, tuttavia, che l'episodio sia connesso alla ulteriore carica di "Supervisore delle terre del nord" di cui Amenmose si fregiava.
In un'altra scena, derivante dalla precedente, Amenmose offre parte del bottino, al re Thutmosi III, mentre siriani e libanesi, tra cui una donna che tiene per mano un fanciullo, offrono vasi di fiori, con anse in forma di leoni, e carri. In due stele, ormai illeggibili, il defunto reca offerte a Thutmosi III e, forse, al figlio di questi, Amenhotep II.
Un lungo passaggio, sulle cui pareti sono riportate, tra l'altro, scene funerarie e il trasporto di statue dei re e dello stesso defunto, dà accesso alla camera funeraria. Sull'architrave i due cartigli di Thutmosi III e Amenhotep II; sugli stipiti Amenmose dinnanzi al dio Anubi.

### Annotazioni
1. ↑  La prima numerazione delle tombe, dalla numero 1 alla 253, risale al 1913 con l’edizione del "Topographical Catalogue of the Private Tombs of Thebes" di Alan Gardiner e Arthur Weigall. Le tombe erano numerate in ordine di scoperta e non geografico; ugualmente in ordine cronologico di scoperta sono le tombe dalla 253 in poi.
2. ↑  I campi della Duat, ovvero l'aldilà egizio, si trovavano, secondo le credenze, proprio sulla riva occidentale del grande fiume.
3. ↑  Nella sua epoca di utilizzo, l'area era nota come "Quella di fronte al suo Signore" (con riferimento alla riva orientale, dove si trovavano le strutture dei Palazzi di residenza dei re e i templi dei principali dei) o, più semplicemente, "Occidente di Tebe".
4. ↑  le Tombe dei Nobili, benché raggruppate in un'unica area, sono di fatto distribuite su più necropoli distinte.
5. ↑  Le note, sovente di inquadramento topografico della tomba, sono tratte dal "Topographical Catalogue" di Gardiner e Weigall, ed. 1913 e fanno perciò riferimento alla situazione dell'epoca.
6. ↑  Area sotto la dominazione egizia compresa tra Canaan e la Siria che si estendeva tra il Deserto del Negev
e il fiume Oronte. I confini variarono nel corso della storia egizia, ma compresero sempre le stesse regioni: Djahy (Canaan), Libano del sud (fino all’Oronte) e Amurru.

### Fonti
1. 1 2  Porter e Moss 1927,  pp. 82-83.
2. ↑  Gardiner e Weigall 1913.
3. ↑  Donadoni 1999,  p. 115.
4. ↑  Gardiner e Weigall 1913, pp. 20-21.
5. 1 2  Porter e Moss 1927,  p. 82.
6. ↑  O'Connor e Cline 2006,  pp. 105; 304; 384; 386; 401.
7. ↑  Porter e Moss 1927,  p. 83.